# Nuclear Blast
Nuclear Blast és un segell discogràfic independent i distribuïdor per correu amb seu a Alemanya, Estats Units i Brasil. Fou fundat el 1987 per Markus Staiger a Alemanya. Inicialment distribuint música hardcore punk, va començar a publicar àlbums de formacions de death metal, grindcore, black metal i power metal, així com àlbums de tribut. Nuclear Blast és àmpliament respectat per ser el major segell en l'escena del death metal melòdic, juntament amb Century Media. L'oficina central és a Donzdorf, Göppingen. Nuclear Blast America distribueix els seus enregistraments a través de Century Media com a part d'una col·laboració estratègica entre els dos segells independents dedicats a la música Metal.

## Música
Inicialment, Nuclear Blast es va concentrar en enregistraments de hardcore, amb formacions com Agnostic Front o Attitude. Cap a 1990 es va desplaçar cap al metal, i actualment compta amb dotzenes de grups i artistes, tals com Dimmu Borgir, Therion, Blind Guardian o Hipocrisy. També ha llançat una sèrie d'àlbums recopilatoris dits "Death Is Just the Beginning". La banda sonora de la pel·lícula "Alone in the Dark" (2005) va comptar amb música del segell Nuclear Blast.

## Història
La discogràfica va ser fundada el 1987 després d'un viatge del seu creador Markus Staiger per Estats Units. Originalment va ser cridada senzillament "Blast", ja que aquest era el nom de la seva formació favorita, encara que poc després va passar a denominar-se Nuclear Blast. El primer llançament del segell va ser una recopilació en vinil dita Senseless Death, que reunia formacions nord-americanes de hardcore com Attitude, Sacred Denial, Impulsive Manslaughter i altres. La primera edició de mil còpies, es va esgotar en un any.
Nuclear Blast va començar a signar amb formacions de grindocre quan Staiger va descobrir al grup Righteous Pigs, de Las Vegas. A aquest descobriment van seguir llançaments d'Atrocity, Master i Incubus. Aquest gir cap al grindocore va aconseguir per a la discogràfica l'atenció mundial.
A principis dels noranta, el Black Metal es va fer popular en l'escena underground europea, i Nuclear Blast va signar amb moltes formacions, algunes de les quals, com Dimmu Borgir i Dissection continuen encara amb la discogràfica.
A la fi dels noranta, Nuclear Blast es va expandir cap al power metal, promocionant formacions com Hammerfall o Helloween. Cap a l'any 2000, el segell va començar a treballar amb formacions finlandeses com Sonata Arctica o Stratovarius i els alemanys Blind Guardian expandint el seu estil a diferents estils de metal.